# René Devillario
René Marie Léon Devillario, né à Saint-Didier-les-Bains le 2 avril 1874 et mort à Paris le 7 août 1942, est un peintre, lithographe, graveur et aquarelliste français.

## Biographie
Élève de Jean-Jacques Henner, Jules Lefebvre, Tony Robert-Fleury et Jules Laurens, il expose au Salon des artistes français et y obtient une mention honorable en 1901, une médaille d'argent en 1914 et en 1925 une médaille d'or. Hors concours, il y présente en 1929 la toile Femmes et images. 